# Herbert Wurlitzer
Pour les articles homonymes, voir Wurlitzer (homonymie).
Herbert Wurlitzer Manufaktur für Holzblasinstrumente est une entreprise fondée en 1959 par Herbert Wurlitzer, facteur allemand de clarinettes, installée à Neustadt an der Aisch en Bavière. Un autre atelier se trouve à Markneukirchen en Saxe, dans la région du Vogtland.

## Biographie
À partir de 1959, Herbert Wurlitzer, né en 1921 et clarinettiste formé à Berlin puis à Leipzig, s'installe en République fédérale d'Allemagne et reprend l'activité familiale de fabrique d'instruments de musique, fondée par son père Fritz Wurlitzer, à Erlbach, dans le Sud de l'Allemagne de l'Est. À Bubenreuth, dans le Land de Bavière, il ouvre un atelier dans lequel il commence à fabriquer et développer des clarinettes suivant la tradition instaurée par son père,. En 1964, il déménage avec sa famille à Neustadt an der Aisch, en Bavière.
Herbert Wurlitzer meurt en 1989, laissant son épouse gérer la manufacture de clarinettes. Par la suite, Frank-Ulrich et Bernd Wurlitzer, fils et beaux-fils d'Herbert Wurlitzer, reprennent la direction de l'entreprise familiale.

## L'entreprise
L'entreprise Herbert Wurlitzer, spécialisée dans la fabrication de clarinettes, emploie treize personnes dans son atelier de Neustadt, et neuf autres sur son site de production situé à Markneukirchen, en Saxe. Les clarinettes Wurlitzer sont principalement vendues en Allemagne, mais aussi aux Pays-Bas, en Espagne, en Italie, au Japon[réf. souhaitée] et en les États-Unis.
La société Herbert Wurlitzer possède un catalogue comprenant 43 modèles de clarinettes. Tous les instruments sont fabriqués exclusivement en bois, principalement en grenadille, mais également en cocobolo ou en buis. Ils sont dotés du système Oehler ou du système de clefs Boehm, mais sous une forme modifiée: le système Boehm réformé, un instrument avec un doigté à la française (Boehm) et le son d'une clarinette allemande, qui est obtenu par un alésage intérieur de la perce plus resserré et un ensemble bec-anche différent. Ce système a été développé par Fritz Wurlitzer
à la fin des années 1940.

## Voir aussi

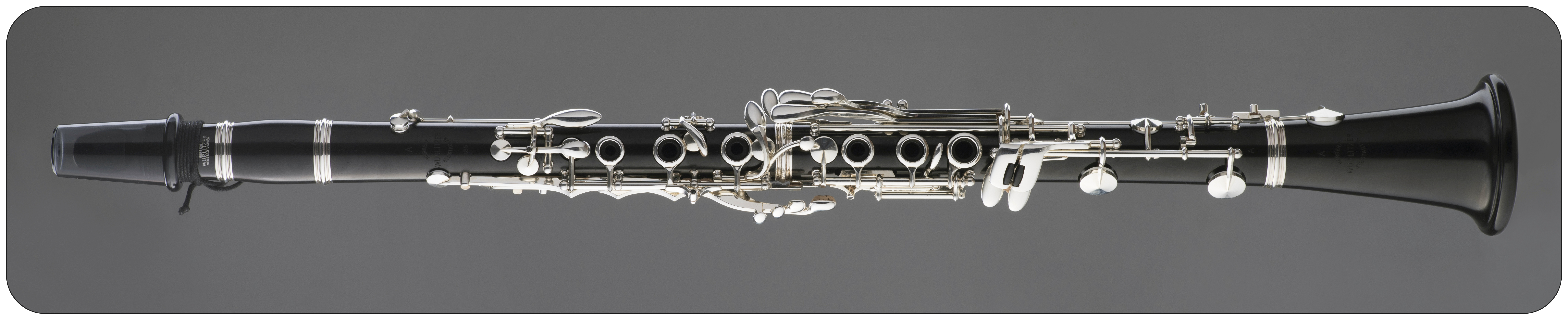
Boehm réformé